# Liste der Torschützenkönige der Copa Sudamericana
Die Liste der Torschützenkönige der Copa Sudamericana umfasst alle Torschützenkönige des seit 2002 ausgespielten Wettbewerbes.

## Torschützenkönige
| Saison                                        | Spieler                  | Verein                           | Tore |
| --------------------------------------------- | ------------------------ | -------------------------------- | ---- |
| 2002                                          | Rodrigo Astudillo        | CA San Lorenzo de Almagro        | 4    |
| 2002                                          | Gonzalo Galindo          | Club Bolívar                     | 4    |
| 2002                                          | Pierre Webó              | Nacional Montevideo              | 4    |
| 2003                                          | Germán Carty             | Club Sportivo Cienciano          | 6    |
| 2004                                          | Horacio Chiorazzo        | Club Bolívar                     | 5    |
| 2005                                          | Bruno Marioni            | UNAM Pumas                       | 7    |
| 2006                                          | Humberto Suazo           | CSD Colo-Colo                    | 10   |
| 2007                                          | Ricardo Ciciliano        | Millonarios FC                   | 6    |
| 2008                                          | Alex                     | Internacional Porto Alegre       | 5    |
| 2008                                          | Nilmar                   | Internacional Porto Alegre       | 5    |
| 2009                                          | Claudio Bieler           | LDU Quito                        | 8    |
| 2010                                          | Rafael Moura             | Goiás EC                         | 8    |
| 2011                                          | Eduardo Vargas           | CF Universidad de Chile          | 11   |
| 2012                                          | Michael Ríos             | CD Universidad Católica          | 5    |
| 2012                                          | Wason Rentería           | Millonarios FC                   | 5    |
| 2012                                          | Fábio Renato             | Liga de Loja                     | 5    |
| 2012                                          | Jonathan Fabbro          | Club Cerro Porteño               | 5    |
| 2012                                          | Carlos Núñez             | Liverpool Montevideo             | 5    |
| 2013                                          | Enner Valencia           | Club Sport Emelec                | 5    |
| 2014                                          | Andrés Vilches           | CD Huachipato                    | 5    |
| 2014                                          | Miller Bolaños           | Club Sport Emelec                | 5    |
| 2015                                          | Ramón Ábila              | Club Atlético Huracán            | 5    |
| 2015                                          | Miller Bolaños           | Club Sport Emelec                | 5    |
| 2015                                          | Wilson Morelo            | Independiente Santa Fe           | 5    |
| 2015                                          | José Ariel Núñez         | Club Olimpia                     | 5    |
| 2016                                          | Miguel Borja             | Atlético Nacional                | 6    |
| 2016                                          | Cecilio Domínguez        | Club Cerro Porteño               | 6    |
| 2017                                          | Jhon Cifuentes           | Universidad Católica del Ecuador | 5    |
| 2017                                          | Luis Rodríguez           | Atlético Tucumán                 | 5    |
| 2017                                          | Felipe Vizeu             | Flamengo Rio de Janeiro          | 5    |
| 2018                                          | Nicolás Benedetti        | Deportivo Cali                   | 5    |
| 2018                                          | Pablo Felipe Teixeira    | Athletico Paranaense             | 5    |
| 2019                                          | Silvio Ezequiel Romero   | CA Independiente                 | 5    |
| 2020                                          | Braian Romero            | CSD Defensa y Justicia           | 10   |
| 2021                                          | Agustín Álvarez Martínez | Peñarol Montevideo               | 10   |
| 2022                                          | Bernardo Cuesta          | FBC Melgar                       | 8    |
| 2023                                          | Gonzalo Mastriani        | América Mineiro                  | 9    |
| 2024                                          | Adrián Martínez          | Racing Club de Avellaneda        | 10   |
| Jeweiliger Sieger des Wettbewerbs Rekordmarke |                          |                                  |      |

### Ranglisten
Bisher gelang es lediglich einem Spieler den Titel des Torschützenkönigs mehr als einmal zu erringen. Die Rangliste der Vereine aus deren Reihen die Torschützenkönige stammen, führt CS Emelec aus Ecuador mit 3, die entsprechende Rangliste der Länder, Argentinien mit 8 Titelträgern an.
| Rang | Spieler        | Titel |
| ---- | -------------- | ----- |
| 1    | Miller Bolaños | 2     |

| Rang | Klub                       | Titel |
| ---- | -------------------------- | ----- |
| 1    | Club Sport Emelec          | 3     |
| 2    | Club Bolívar               | 2     |
|      | Internacional Porto Alegre | 2     |
|      | Millonarios FC             | 2     |
|      | Club Cerro Porteño         | 2     |
| 6    | Athletico Paranaense       | 1     |
|      | CA Independiente           | 1     |
|      | Deportivo Cali             | 1     |
|      | CSD Defensa y Justicia     | 1     |
|      | Peñarol Montevideo         | 1     |
|      | FBC Melgar                 | 1     |
|      | América Mineiro            | 1     |
|      | Racing Club de Avellaneda  | 1     |

| Rang | Land        | Titel |
| ---- | ----------- | ----- |
| 1    | Argentinien | 10    |
| 2    | Brasilien   | 6     |
| 3    | Kolumbien   | 5     |
| 4    | Chile       | 4     |
|      | Ecuador     | 4     |
| 6    | Paraguay    | 3     |
|      | Uruguay     | 3     |
| 8    | Bolivien    | 1     |
|      | Kamerun     | 1     |
|      | Peru        | 1     |